# 빙 플린
《빙 플린》(영어: Being Flynn)은 미국에서 제작된 폴 와이츠 감독의 2012년 드라마 영화이다. 로버트 드니로 등이 출연하였고, 마이클 코스티건 등이 제작에 참여하였다.

## 출연
- 로버트 드니로
- 줄리앤 무어
- 폴 데이노
- 올리비아 설비
- 릴리 테일러
- 데일 디키
- 빅터 라숙
- 웨스 스투디
- 캐서린 워터스턴
- 빌리 워스

## 기타 제작진
- 조감독: 크리스토 모스
- 제작 관리: 개브리엘 머혼